# Подлужье (Чечерский район)
Подлужье (бел. Падлу́жжа) — упразднённая деревня в Чечерском районе Гомельской области Беларуси. Входила в состав Ленинского сельсовета.

## География

### Расположение
В 10 км на юг от Чечерска, 47 км от железнодорожной станции Буда-Кошелёвская (на линии Гомель — Жлобин), 75 км от Гомеля

### Гидрография
На востоке пойма и река Сож (приток реки Днепр).

## Транспортная сеть
На автодороге Чечерск — Себровичи. Деревянные крестьянские усадьбы расположены рядом с дорогой.

## История
Обнаруженные археологами поселения верхнего палеолита (в 0,5 км на юг от деревни, в урочище Калодежки) и поселение среднего палеолита (в 3,1 км на северо-запад от деревни) свидетельствуют о заселении этих мест с давних времён. Согласно письменным источникам известна с начала XX века как селение в Чечерской волости Гомельского уезда Могилёвской губернии.
В 1926 году в Чечерском районе Гомельского округа. В 1931 году организован колхоз. Во время Великой Отечественной войны в августе-сентябре 1943 года оккупанты сожгли 26 дворов. 16 жителей погибли на фронте. В 1999 году в составе колхоза имени В. И. Ленина (центр — посёлок Вознесенский).

## Население
- 1926 год — 23 двора, 130 жителей.
- 1940 год — 30 дворов, 181 житель.
- 1959 год — 105 жителей (согласно переписи).
- 1999 год — 3 хозяйства, 6 жителей.
- 2004 год — жителей нет.

## Достопримечательность
- Бердыжская стоянка — археологический памятник, относится к эпохе палеолита, находится в 0,3 км от деревни Подлужье, на реке Сож, урочище Калодежки.